# Pierre Lefebvre (médecin, 1923-2009)
Pour les articles homonymes, voir Pierre Lefebvre et Lefebvre.
Pierre Lefebvre, né à Boulogne-sur-Mer dans le Nord-Pas-de-Calais le 29 novembre 1923 et mort à Paris le 13 novembre 2009, est un médecin militaire français.

## Biographie

### Enfance et études
Pierre Lefebvre passe sa première enfance en Guyane et grandit dans un environnement militaire marqué par son père pharmacien militaire dans les troupes de marine et la mémoire de son oncle médecin militaire tué durant la Grande Guerre. Pierre Lefebvre est le deuxième garçon d'une fratrie dont l'aîné, Philippe, fut résistant pendant la Seconde Guerre mondiale. Il intègre le Prytanée national militaire de La Flèche en classe de 6e. Il en restera un membre actif même après ses études, il déclarera d'ailleurs « Je suis Fléchois comme je suis Brution... De la Flèche, je connais toutes les rues, toutes les venelles. »
En 1942, il commence ses études médicales à l'école de médecine d'Angers, mais les interrompt en août 1944 à l'âge de 20 ans, lors de son engagement au sein de l'armée française.

### Carrière

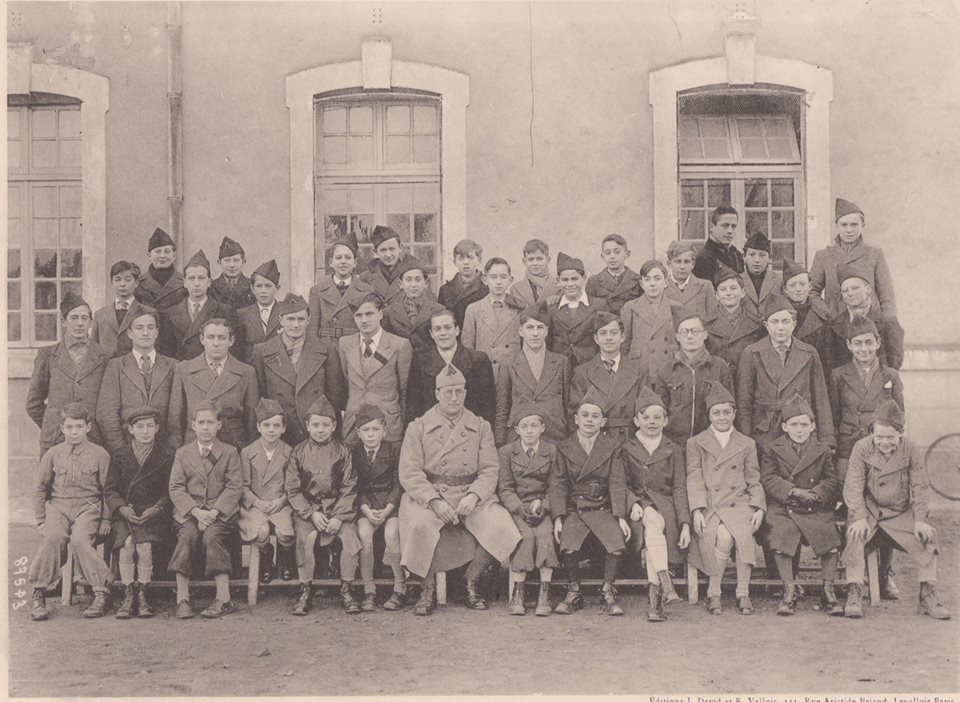
Pierre Lefebvre, lycéen au Prytanée, est présent sur cette photographie.

C'est à la suite de la perte de son frère aîné, mort pendant la Résistance, qu'il décide de s'engager au sein du Premier régiment de hussards. Il participe au combat de la Poche de Saint-Nazaire et se fait remarquer en tant que brancardier et fera l'objet d'une lettre de félicitation du Ministère de l'Intérieur. À la fin de la guerre, il décide d'épouser une carrière militaire et de poursuivre ses études de médecine au sein de l’École du service de santé militaire de Lyon. Pierre Lefebvre termine ses études en 1949 avec le grade de lieutenant, et choisit comme première affectation, l'École de l'arme blindée et cavalerie de Saumur. Il s'intègre alors au Cadre noir.
En 1952, il est appelé à servir en Indochine en tant que médecin-chef de bataillon, au Neuvième Tabor marocain et fut cité à l'ordre de la division lors des combats de Pho Trach « ... alors que le Tabor menait un combat très vif, a donné un bel exemple de conscience professionnelle et de mépris du danger en se portant au secours de blessés, en terrain découvert, sous un feu nourri et ajusté de l’adversaire. » Il termine sa mission en Indochine comme chef de service d'un service de pathologies infectieuses de l'hôpital de Choquant et de la léproserie de Pétrus Ky. C'est à la suite de cette campagne que la Croix de guerre des Théâtres d'opérations extérieurs (TOE) avec étoile d'argent lui est attribuée.
À son retour en France, Pierre Lefebvre dirige les groupements médicaux atomiques et chimiques de l'armée. Il démontre l'efficacité de l'atropine à forte dose sur des patients intoxiqués aux produits chimiques. Atropine qui dote maintenant les trousses d'urgence pour les gazés. En 1956, il réussit l'assistanat de médecine et exerce en tant que neuro-psychiatre à l'hôpital du Val-De-Grâce. Envoyé en Algérie en 1961, il sera le dernier à occuper le bureau d'Alphonse Laveran à l'hôpital de Constantine. Il en rapporte deux de ses microscopes, actuellement exposés au musée du service de santé des armées au Val-de-Grâce. Pierre Lefebvre, nommé directeur de l'École d'application du Service de santé des armées, est promu Médecin général inspecteur le 1er juillet 1982, plus haut grade du Service de santé des armées. Pierre Lefebvre se retire de la vie militaire en 1985.

### Décorations
Il était détenteur de plusieurs distinctions :
- Officier de l'ordre national de la Légion d'honneur
- Commandeur de l'ordre national du mérite
- Commandeur de l'ordre des palmes académiques
- Croix de guerre des Théâtres d'opérations extérieurs avec étoile d'argent
- Officier de l'Ordre des Arts et des Lettres.

### Enseignement et culture
Comme disait le Médecin général inspecteur Giudicelli à propos de Pierre Lefebvre : « C’est d’abord l’enseignement qui l’a passionné. » Reçu en 1966 à l'agrégation du Val-de-Grâce, il est élu titulaire de la chaire de psychiatrie et d'hygiène mentale en 1973. Il enseignera de nombreuses années la neurologie et la psychiatrie à l'École du Val-de-Grâce. Nommé sous-directeur de l’École du Val-de-Grâce en 1976, il en devient le directeur en 1980. En parallèle de l'enseignement, Pierre Lefebvre entreprend de nombreuses actions culturelles et scientifiques. Au Val-de-Grâce, il s'adressa en 1981 ainsi à ses étudiants : « Ayez du Panache ! Ne vous abandonnez jamais au laisser-aller qui loin d'être une affirmation de soi, ne ferait que vous rabaisser. Restez des aristocrates ! »
Président de nombreuses sociétés savantes : la Société française d'histoire de la médecine, la Société médico-psychologique de Paris, la Société française de médecine des armées et la Société médicale des hôpitaux de Paris, il est à l'origine des journées scientifiques Val-de-Grâce-Cochin. Ainsi ses travaux en neurologie et psychiatrie sont présentés dans plus de 220 publications et posent les bases de la psychopathologie de guerre, encore d'actualité,. Pierre Lefebvre a travaillé sur de nombreux domaines : la maladie de Parkinson, la sclérose en plaques, les paralysies, les tumeurs cérébrales.
En 1977, il est nommé rédacteur en chef de la revue Médecine et Armées. À travers ses livres, Pierre Lefebvre explique l'histoire du Service de santé des armées. Il entreprend la rénovation du musée du Val-de-Grâce, de la bibliothèque et des édifices religieux, et est nommé à l'Académie nationale de médecine en 1992.
Ses funérailles sont célébrées en l'église du Val-de-Grâce en 2009.

## Publications
- Histoire de la médecine aux armées (troisième tome)

Il participe à la rédaction de plusieurs œuvres : 
- Univers de la psychologie
- Le Val-de-Grâce : deux siècles de médecine militaire
- Le Val-de-Grâce, enseignement et culture
- L’abbaye royale des origines à la Révolution
- La statuaire au Val-de-Grâce
- Les urnes funéraires du Val-de-Grâce
- Notre Dame du Val-de-Grâce
- Les grandes figures de la médecine militaire
- Les chirurgiens des armées de la République et de l’EmpireL'insigne de la promotion MGI Pierre Lefebvre, de l'Ecole de Santé des Armées

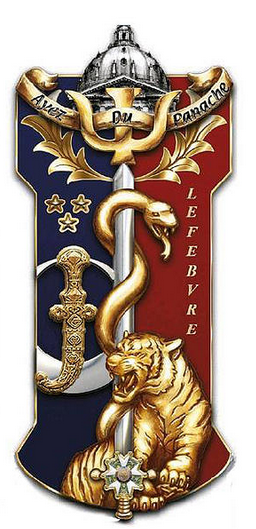
L'insigne de la promotion MGI Pierre Lefebvre, de l'Ecole de Santé des Armées

- Percy et Dominique Larrey chirurgiens de l’Empire (Dominique Larrey, dont il fait transférer les cendres aux Invalides, 150 ans après sa mort)

Il est aussi auteur de biographies : 
- Frédéric Broussais (1772-1838) : sa personnalité, son œuvre
- Esquirol et son œuvre

## Hommage
La promotion 2013 de L’École de santé des armées de Lyon-Bron est baptisée du nom de Médecin général inspecteur Pierre Lefebvre. En son honneur, les 58 aspirants médecins et pharmaciens ont composé un chant retraçant la vie de leur parrain. Ils portent un insigne de promotion unique représentant les éléments marquants de la vie de Pierre Lefebvre : le tigre représente l'Indochine, le poignard et le croissant représentent son appartenance au 9e Tabor Marocain, la lettre Psy son implication dans la psychiatrie et le dôme du Val-de-Grâce rappelle son statut de directeur.
L'épée représente celle des officiers de l'armée française, avec sur sa garde la légion d'honneur, car le MGI Pierre Lefebvre était officier de la légion d'honneur. Les palmes dorées symbolisent l'ordre des palmes académiques dont il est commandeur, et les trois étoiles représentent son grade de Médecin général inspecteur. Enfin la couleur rouge amarante est celle des médecins militaires et le bleu est celui de l'uniforme que portent les élèves de l’École de santé des armées.